# Retroceso de los glaciares desde 1850

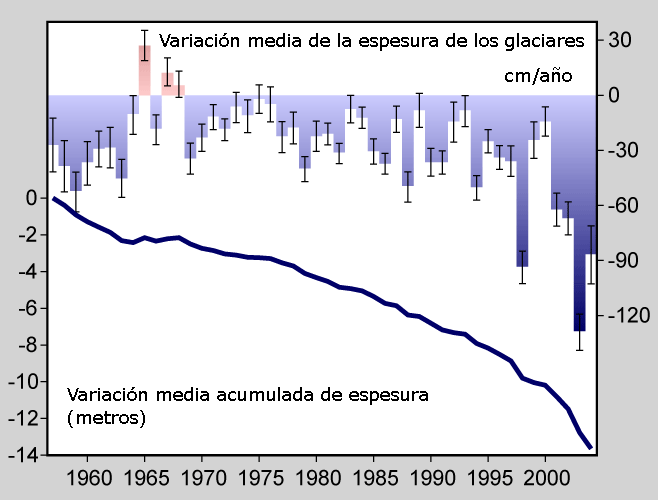
Variación del grosor medio de los glaciares. Servicio Mundial de Monitorización de Glaciares

Mapa mostrando la disminución del glaciar Puncak Jaya en Indonesia durante el periodo 1850-2003 debido al calentamiento.
(Si no ves la animación, haz clic sobre la imagen)

El retroceso de los glaciares desde 1850 afecta la disponibilidad de agua fresca para riego y uso doméstico, recreación de montaña, animales y plantas que depende del deshielo glaciar y, a más largo plazo, al nivel de los océanos. Estudiado por glaciólogos, la coincidencia temporal del retroceso glaciar con el aumento de gases de efecto invernadero observado en la atmósfera se cita frecuentemente como prueba de apoyo al calentamiento global. Cadenas montañosas de latitud media como los Himalayas, los Alpes, las Montañas Pedregosas, la Cordillera de las Cascadas y el sur de los Andes, así como cumbres tropicales aisladas como el Monte Kilimanjaro en África, están mostrando algunas de las pérdidas glaciares proporcionalmente más grandes.
El balance de masa glaciar es el determinante clave de la salud de un glaciar. Si la cantidad de la precipitación congelada en la zona de acumulación supera la cantidad del hielo glacial perdido debido al derretimiento en la zona de ablación el glaciar avanzará; si la acumulación es menor a la ablación, el glaciar retrocederá. Los glaciares en retroceso tendrán equilibrios de masa negativa y si no encuentran un equilibrio entre acumulación y ablación, finalmente desaparecerá.
La Pequeña Edad de Hielo fue un periodo desde aproximadamente 1550 a 1850 durante el que el mundo experimentó temperaturas relativamente más frescas comparadas con el presente. Posteriormente, hasta cerca de 1940, los glaciares alrededor del mundo retrocedieron ya que el clima se calentó sustancialmente. El retroceso glacial se ralentizó e incluso se invirtió temporalmente, en muchos casos, entre 1950 y 1980 cuando las temperaturas globales disminuyeron ligeramente. Desde 1980, un calentamiento global significativo ha llevado a un retroceso de los glaciares acelerado y ubicuo, tanto que algunos glaciares han desaparecido completamente y amenaza la existencia de muchos de los restantes. En lugares como los Andes de América del Sur y los Himalayas en Asia, la desaparición de los glaciares en estas regiones tiene el potencial de impactar los suministros de agua en estas áreas.
El retroceso de los glaciares de montaña, notablemente en América del Norte occidental, Asia, los Alpes y las regiones tropical y subtropical de América del Sur, África e Indonesia, proporciona prueba para el aumento de las temperaturas globales desde el siglo XIX tardío.
La aceleración del índice de retroceso desde 1995 de glaciares de desagüe claves de Groenlandia y la capa de hielo de la Antártida Occidental pueden presagiar una subida del nivel de mar, el que impactaría regiones costeras. En el transcurso del siglo XXI, se prevé que los glaciares y la capa de nieve continúen su retirada generalizada. 

## Mecanismos de deslizamiento inducidos por el retroceso glaciar
Los mecanismos de deslizamiento inducidos por el retroceso glaciar ocurren cuando el derretimiento de los glaciares altera el equilibrio de las laderas y genera inestabilidad en el terreno. Este proceso se debe principalmente a la pérdida del soporte que el hielo proporcionaba a las pendientes y a los cambios en la presión del agua dentro del suelo y las rocas.
A continuación, se detallan algunos de los principales mecanismos de deslizamiento asociados al retroceso glaciar:
1. Pérdida de soporte físico: Los glaciares estabilizan las pendientes; al derretirse, las tensiones internas aumentan, facilitando colapsos, como en el Gran Glaciar Aletsch.[8]
2. Infiltración     de agua: El agua del deshielo incrementa la presión en los poros,     reduciendo la cohesión del material, como se observó en el glaciar Tungnakvíslarjökull en Islandia.[9]
3. Redistribución     de tensiones: La pérdida de masa glaciar genera desequilibrios en las     fuerzas estructurales, lo que desencadena deslizamientos masivos, como en las altas montañas de Asia.[10]
4. Erosión basal y fragmentación: El retroceso glaciar expone material suelto que se fragmenta progresivamente, como en el glaciar Amalia en la Patagonia chilena, donde un deslizamiento masivo alteró la dinámica glaciar.[11]

## Situación actual de los glaciares más relevantes

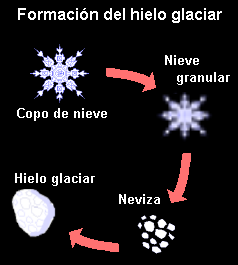
Proceso de transformación de la nieve en hielo glaciar.

La mayoría de los glaciares han perdido en las últimas décadas tanto masa como superficie, con la excepción del período 1940-1980 aproximadamente durante el cual, debido a un ligero enfriamiento global, muchos glaciares recuperaron algo de volumen o como mínimo conservaron el que les quedaba. A partir de 1980 la temperatura ha continuado incrementándose hasta nuestros días, por lo que la mayoría de glaciares del mundo o han desaparecido completamente o están amenazados. Este fenómeno afecta a prácticamente todas las regiones del mundo desde los trópicos, pasando por las latitudes medias hasta los polos. Por ejemplo, los glaciares de los Alpes han perdido dos terceras partes de su superficie en los últimos 150 años. Este fenómeno ha tenido ya efectos lo suficientemente grandes como para que se pueda comprobar visualmente comparando fotografías antiguas y actuales, sin necesidad de aparatos sofisticados que permitan medir la masa y superficie del glaciar. Este proceso ha afectado también a las zonas polares donde en los últimos años se ha podido observar el desprendimiento de grandes icebergs y placas de hielo. A finales del siglo XX, entre 1980 y 1990, excepcionalmente se pudieron observar glaciares en crecimiento en Noruega, Nueva Zelanda, Islandia y en la Antártida occidental, debido fundamentalmente al aumento de precipitaciones en estas zonas. Sin embargo, desde el año 2000 este proceso local parece haberse revertido, ralentizado o parado del todo, sobre todo en las dos primeras regiones.
Las cordilleras de latitudes medias, tales como el Himalaya, los Alpes, las Montañas Rocosas y los Andes del Sur, así como ciertas cumbres tropicales aisladas como el Monte Kilimanjaro en África, están sufriendo algunas de las pérdidas proporcionalmente más importantes.

### Glaciares de latitudes medias
Este gran grupo lo forman aquellos glaciares que están situados entre el trópico de Cáncer y el círculo polar ártico, o entre el trópico de Capricornio y el círculo polar antártico. Estas dos grandes zonas de la Tierra contienen fundamentalmente glaciares de montaña entre los que destacan los del Himalaya, los Alpes, las Montañas Rocosas, los Andes y Nueva Zelanda. Los glaciares de estas regiones suelen ser extensos y tienden a ser más y más extensos cuanto más cerca se encuentran de uno de los círculos polares. Este grupo ha sido estudiado con detenimiento durante los últimos 150 años y casi todos sus glaciares tienen un balance de masa negativo, es decir, están retrocediendo.

#### Alpes
Prácticamente todos los glaciares de los Alpes tienen un balance de masas negativo. En los años 70 existían 5.150 glaciares que cubrían una superficie total de 2.903 km² (1342 km² en Suiza, 602 km² en Italia, 542 km² en Austria y 417 km² en Francia). Se ha realizado un estudio sobre su evolución desde 1850 llegando a la conclusión que hasta 1970 el 35% de su superficie había desaparecido, llegando hasta el 50% en el año 2000. Una excepción es el acrecentamiento permanente del Glaciar Silvretta.

#### Himalaya

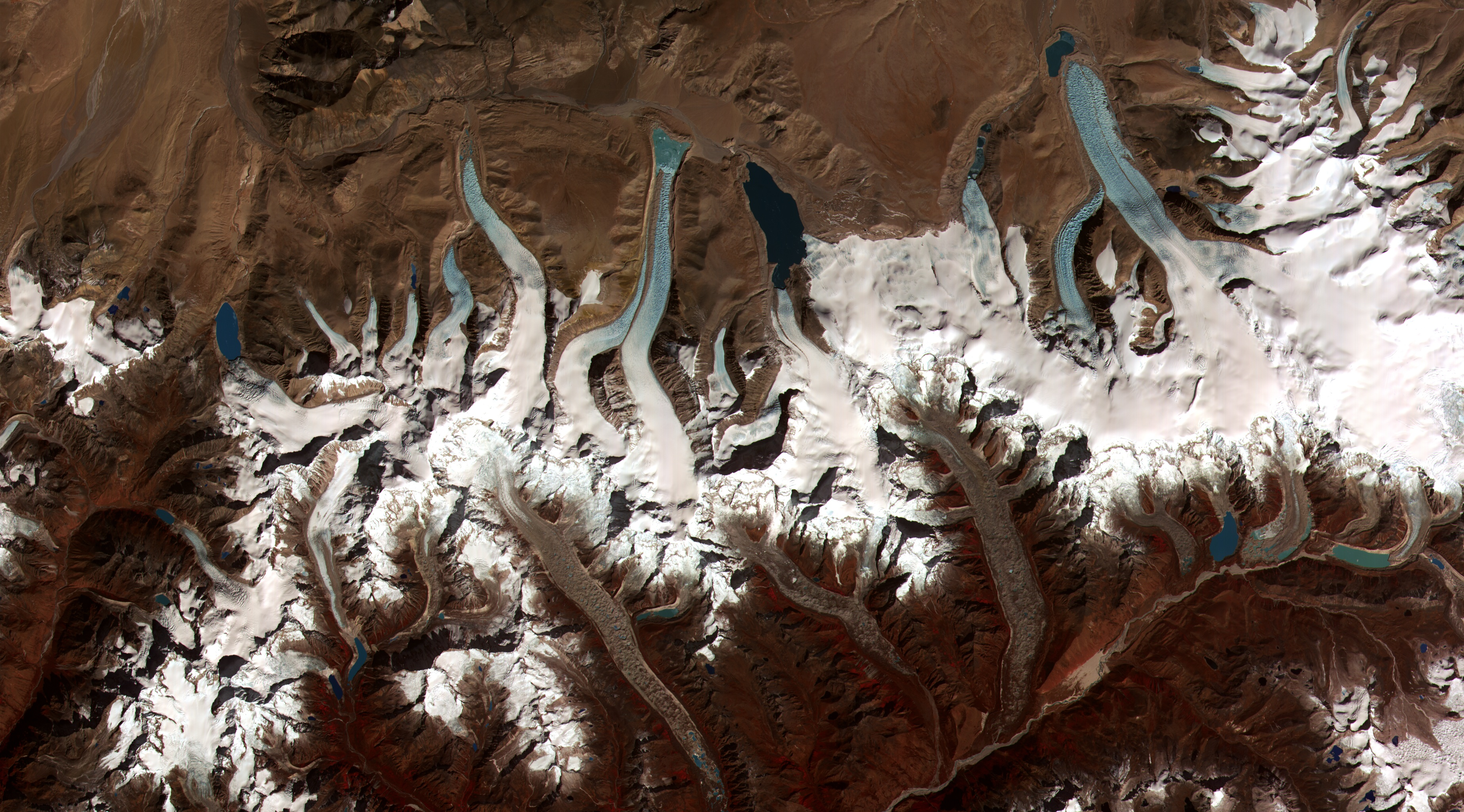
Esta imagen de la NASA muestra las partes derretidas (lagos) en las faldas del glaciar de Bután en el Himalaya.

El Himalaya así como otras cordilleras de Asia central cubren vastas regiones heladas; solo en el Himalaya existen unos 6500 glaciares con una superficie total de 33.000 km². Estas reservas de hielo juegan un rol central en la obtención de agua en países áridos como Mongolia, ciertas regiones de China, Pakistán y Afganistán. Estos glaciares están desapareciendo a gran velocidad y su desaparición podría tener consecuencias graves tanto ecológicas como humanas.
Un informe del Fondo Mundial para la Naturaleza afirma que el 67% de los glaciares del Himalaya se están derritiendo. En China, entre 1950 y 1970, el 53 % de los 612 glaciares estudiados estaban en retroceso. En 1995 los glaciares en vías de desaparición habían alcanzado el 95%, lo cual es un signo claro de cómo se está acelerando este proceso. Los glaciares de la región china de Xinjiang han perdido desde 1964 alrededor de un 20% de su masa. Teniendo en cuenta que en esta zona se encuentra prácticamente la mitad de la superficie helada de China, el futuro no parece muy prometedor.

#### Glaciares de Nueva Zelanda
En Nueva Zelanda los glaciares alpinos han estado retrocediendo de forma generalizada desde 1890, mostrando una aceleración en el proceso desde 1920. Durante el período de 1971 a 1975, el Glaciar de Marfil retrocedió treinta metros perdiendo el 26% de su superficie. Desde 1980 se ha podido observar la formación de pequeños lagos en las faldas de la montaña debido al deshielo. Las imágenes por satélite muestran que estos lagos continúan expandiéndose.
|                        |                      |                       |                           |
| 1938 T. J. Hileman GNP | 1981 Carl Key (USGS) | 1998 Dan Fagre (USGS) | 2005 Blase Reardon (USGS) |

#### Cordillera de las Cascadas

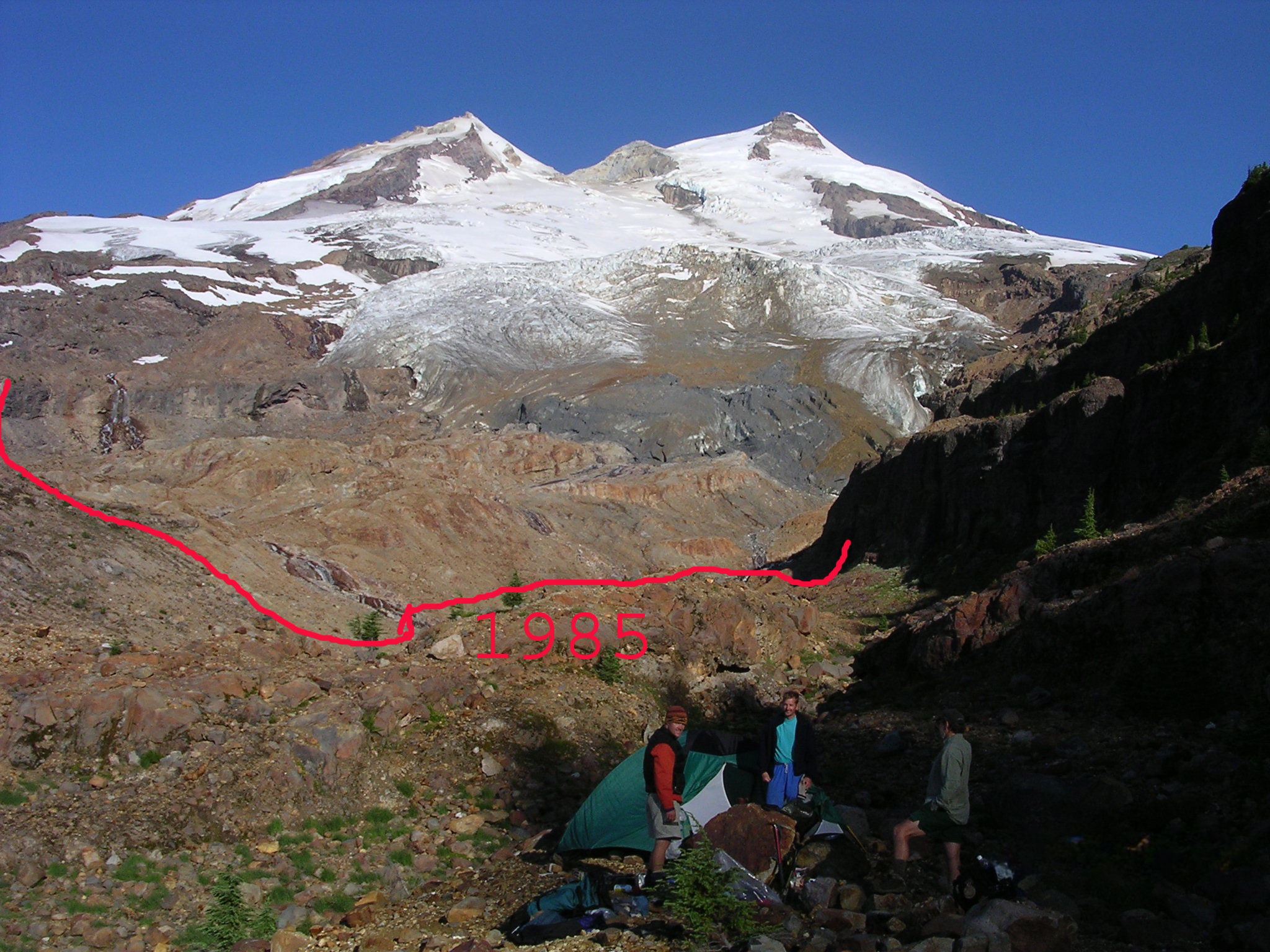
El glaciar de Boulder ha retrocedido 450 m desde 1987 hasta 2005.

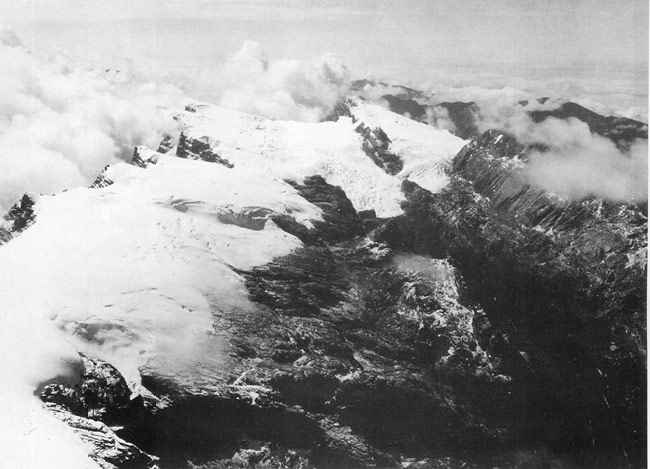
Glaciar de la Pirámide de Carstensz en 1936.

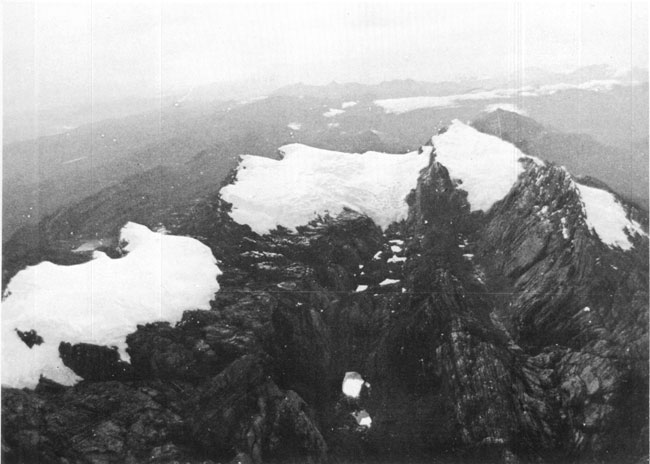
Glaciares de la Pirámide de Carstensz en 1972.

La Cordillera de las Cascadas en el oeste de América del Norte se extiende desde el sur de Canadá hasta el norte de California. Exceptuando Alaska, esta cordillera contiene aproximadamente la mitad del área glacial de los Estados Unidos. Sus glaciares contienen tanta agua como todos los lagos y reservas del resto del estado y producen una buena parte del flujo que alimenta a los ríos en los meses secos de verano. En 1975 varios de estos glaciares estaban creciendo debido al incremento de nevadas y a las temperaturas más frescas de lo habitual que se registraron entre 1944 y 1976. Sin embargo desde 1987 todos los glaciares de esta cordillera están en retroceso y el ritmo de derretimiento se ha ido incrementando década tras década. Entre 1984 y 2005 la Cordillera de las Cascadas ha perdido entre el 20% y el 40% de su volumen de hielo.

### Glaciares tropicales
Los glaciares tropicales están situados entre el Trópico de Cáncer y el Trópico de Capricornio, en una gran franja alrededor del ecuador. Estos glaciares son poco habituales por varias razones. En primer lugar, esta región es una de las más cálidas del planeta. En segundo lugar, en estas latitudes las estaciones prácticamente no existen y la temperatura es cálida durante todo el año, provocando que prácticamente no nieve y, por lo tanto, sea difícil que se acumule hielo. En tercer lugar, en los trópicos hay pocas montañas que sean suficientemente altas como para tener temperaturas bajas que permitan a un glaciar establecerse. Todos los glaciares tropicales son relativamente pequeños y se encuentran en las cotas más altas de montañas aisladas. Por esta razón son especialmente sensibles a los cambios climáticos.

#### Kilimanjaro
El Kilimanjaro es la montaña más alta del continente africano y se eleva completamente aislada hasta una altitud de 5.895 m s. n. m. Desde 1912 el glaciar que cubre la cima de la montaña ha retrocedido un 75%. Un estudio realizado en 2002 asegura que si las condiciones climáticas actuales no cambian el glaciar desparecerá por completo entre el año 2015 y 2020. Actualmente, año 2008, prácticamente ya no queda hielo en la cumbre y se puede comenzar a ver la tierra estéril que antes quedaba cubierta por el glaciar.

#### Monte Kenia
La segunda montaña más alta de África después del Kilimanjaro es el Monte Kenia donde se encuentran una serie de pequeños glaciares. Desde mediados del siglo XX han perdido un 45 % de su volumen. A principios del siglo XX los glaciares cubrían una superficies de aproximadamente 1,6 km² pero en el año 2008 solo queda un 25 % de esta superficie, por lo que están claramente amenazados.

#### Cordillera de los Andes
En América del Sur la Cordillera de los Andes contiene varios glaciares pequeños en sus cotas más altas. Un estudio realizado entre 1992 y 1998 reveló que el glaciar de Chacaltaya en Bolivia y el Antisana en Ecuador estaban perdiendo entre 0,6 m y 1,4 m de hielo al año. Desde 1980 la velocidad de retroceso de ambos glaciares no ha parado de aumentar. Si bien se esperaba que el Chacaltaya desaparezca por completo aproximadamente entre 2010 y 2015, la velocidad de deshielo se triplico en sus últimos 10 años de vida, completando su evaporación en el año 2009. Un glaciar que crece permanentemente es el glaciar Pío XI, si bien existe una tendencia a que este tipo de comportamiento sea cada vez menos frecuente (solo un 6% de los glaciares del mundo aun no se retraían en el año 2003).
Los glaciares andinos son esencialmente glaciares tropicales, y tienen un funcionamiento distinto al de los glaciares alpinos. A diferencia de lo que ocurre en los Alpes, que el invierno corresponde al periodo de lluvias, en los Andes tropicales la estación de lluvias llega en verano. En los Alpes los glaciares se nutren en el invierno y a medida que las temperaturas aumentan con la llegada del verano, los glaciares se deshielan y alimentan las fuentes de agua. En los Andes, durante el único periodo en que el glaciar puede alimentarse de agua, su masa disminuye rápidamente. Es la razón por la cual los glaciares de las zonas tropicales son considerados como excelentes indicadores del cambio climático.
Patagonia
El retroceso glaciar en la Patagonia no solo está transformando el paisaje, sino que también aumenta el riesgo de deslizamientos debido a la inestabilidad de las pendientes liberadas por el derretimiento. La aceleración del deshielo, impulsada por el cambio climático, ha alterado el equilibrio entre el hielo y las rocas, incrementando los deslizamientos de tierra. Se ha subrayado la necesidad de más investigación y apoyo financiero para mitigar estos impactos, el glaciar Amalia, ubicado en el campo de hielo sur de la Patagonia chilena, ha retrocedido más de 10 kilómetros en los últimos 100 años, evidenciando la rapidez de estos cambios. (Vera, 2018).

#### Patagonia
El retroceso glaciar en la Patagonia no solo está transformando el paisaje, sino que también aumenta el riesgo de deslizamientos debido a la inestabilidad de las pendientes liberadas por el derretimiento. La aceleración del deshielo, impulsada por el cambio climático, ha alterado el equilibrio entre el hielo y las rocas, incrementando los deslizamientos de tierra. Se ha subrayado la necesidad de más investigación y apoyo financiero para mitigar estos impactos, el glaciar Amalia, ubicado en el campo de hielo sur de la Patagonia chilena, ha retrocedido más de 10 kilómetros en los últimos 100 años, evidenciando la rapidez de estos cambios.

#### Popocatépetl e Iztaccíhuatl
Según el Centro Nacional de Prevención de Desastres (Cenapred) e investigadores del Programa Sierra Nevada de la Universidad Autónoma Metropolitana (UAM), ocho de los glaciares eran del Iztaccíhuatl y cuatro del Popocatépetl. Las previsiones del grupo multidisciplinario de la UAM establecen que las masas glaciares de los dos colosos desaparecerían en los próximos 15 años.
Elena Burns, otra de las especialistas de la UAM, precisó que el Iztaccíhuatl en 1995 contaba con 11 formaciones de hielo y en 2010, solo tiene tres. El Popocatépetl tenía cinco y ahora cuenta solo con uno. Los expertos expusieron que por el calentamiento global los glaciares tenderán a desaparecer en las zonas tropicales. Están en proceso de extinción en el mundo, advirtió Espinosa Hilario.
La desaparición de las formaciones de hielo ha ocasionado también la pérdida de especies de flora y fauna, así como la erosión de suelos en la región. «Ante la falta de bosques, el vapor que sube hacia los glaciares, los va terminando; la fragmentación del bosque ya no conserva la misma temperatura porque en medida que se pierden los árboles va incrementando el calentamiento de los alrededores de los volcanes», señaló Jacobo Espinosa. Los recursos hídricos provenientes de los dos volcanes se han ido agotando. De 2000 a 2005 ha disminuido en más del 45% el volumen del agua de deshielo del Iztaccíhuatl y Popocatéptl, lo que ha provocado escasez, incluso durante la temporada de lluvias, en comunidades de la región.

#### Pirámide de Carstensz
En Oceanía, concretamente en la isla de Nueva Guinea, se alza en mitad de la selva la imponente Pirámide de Carstensz, el pico más alto de este continente. Por simple comparación entre fotografías antiguas y recientes, a simple vista se puede apreciar que el glaciar que en 1936 cubría gran parte de la montaña se ha ido derritiendo y subdividiendo en varios glaciares más pequeños, algunos de los cuales ya han desaparecido por completo en 2008.

### Glaciares polares
A pesar de su importancia para la civilización, los glaciares tropicales y de latitudes medias solo representan el 1% de todo el hielo que existe en la Tierra. El 99% restante está en la Antártida y Groenlandia.

#### Antártida

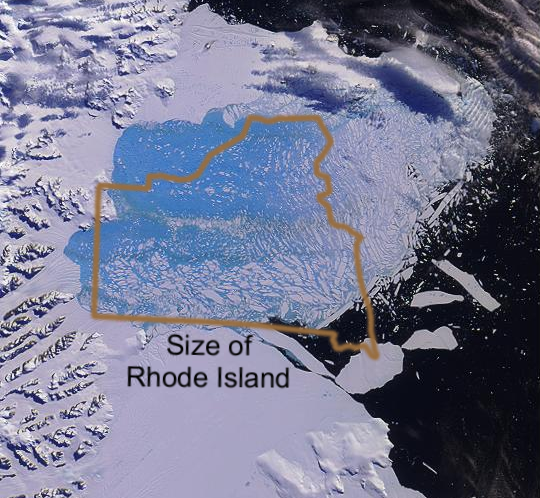
El colapso de la Barrera de Hielo Larsen.

Las grandes capas de hielo que cubren el árido continente de la Antártida contienen la mayor parte del agua dulce del planeta. A pesar del frío intenso que impera en esta región del mundo varias zonas heladas están mostrando síntomas claros de deterioro. El ejemplo más evidente de este fenómeno es la evolución de la Barrera de Hielo Larsen. Debido al incremento de temperatura registrado en este continente, aproximadamente 0,5 °C desde 1940, se formaron lagunas profundas de agua sobre esta inmensa capa de hielo que provocaron que este gran glaciar perdiese más de 5.000 km² de su extensión en apenas seis años, entre 1995 y 2001. Los lagos recién formados llegaron a horadar la capa de hielo inestabilizando la placa glacial. El hundimiento de buena parte de este vasto glaciar comenzó el 31 de enero de 2002 y durante un periodo de 35 días se rompió lentamente formando miles de icebergs de 3250 km² de superficie total, más o menos el equivalente a la superficie de la región de Rhode Island en Estados Unidos, con una gran seguimiento por parte de los medios de comunicación internacionales más relevantes. La gran atención prestada por las televisiones a este evento está directamente relacionada con la corta duración del mismo, lo cual posiblemente permitió mantener la atención de las cámaras durante los 35 días que duró. Sin embargo, este suceso, desde un punto de vista global, no es el más relevante de la Antártida.

#### Groenlandia
Las temperaturas en el sur de la mayor isla del mundo han crecido 2,5 °C desde mediados del siglo XX, teniendo como consecuencia cambios rápidos en la dinámica de los glaciares de Groenlandia. En tan solo dos años, entre 2004 y 2006 la velocidad de fusión se ha duplicado en comparación al período 2002-2004. Dependiendo del método de medición elegido se estima que Groenlandia pierde alrededor de 240 km³ de hielo al año. Esta pérdida continuada de volumen fue especialmente visible en el año 2005 al formarse una nueva isla llamada Uunartoq Qeqertoq (en inglés "Warming Island").
En septiembre de 2023, un deslizamiento de tierra en el fiordo Dickson, en el este de Groenlandia, provocó un megatsunami con olas de hasta 200 metros de altura. Este evento movilizó aproximadamente 25 millones de metros cúbicos de roca y hielo, generando una señal sísmica que perduró durante nueve días y fue detectada por sensores en todo el mundo. El deslizamiento destruyó un sitio arqueológico inuit de 200 años de antigüedad. Investigaciones posteriores atribuyen este fenómeno al cambio climático, ya que el calentamiento global ha acelerado el deshielo de los glaciares y la degradación del permafrost, aumentando la inestabilidad de las laderas en la región ártica.

#### Islandia
En Islandia uno de los mayores glaciares es el Vatnajökull. Este gran glaciar tenía a principios del siglo XX una extensión de 8.100 km² y penetraba unos 250 m en el océano. Hasta el año 2004 se ha retirado unos 3 km hacia la tierra formándose un gran lago de unos 110 m de profundidad con icebergs que se han ido desprendiendo del glaciar. EL tamaño de este lago prácticamente se ha duplicado entre 1994 y 2004.

#### Svalbard
Al norte de Noruega se encuentra el archipiélago de Svalbard, entre el océano Atlántico y el océano Ártico. Una de las islas que lo conforman, la isla de Spitsbergen posee varios glaciares. Entre 1936 y 1998 uno de sus glaciares más importantes, el glaciar de Hansbreen, se ha retirado aproximadamente 1,8 km. Otro glaciar, el Blomstrandbreen ha retrocedido 2 km en los últimos ochenta años. La velocidad media de retroceso de este último ha sido de 35 m al año desde 1960, y la velocidad va en aumento desde 1995.

## Consecuencias de la fusión de los glaciares
La retirada continua de los glaciares puede provocar dos grandes problemas a escala planetaria: la falta de agua dulce y el aumento del nivel del mar. Otros problemas como las dificultades para practicar ciertos deportes o la modificación del paisaje también son consecuencia de este fenómeno, pero su gravedad es muy inferior.

### Escasez de agua dulce
En las zonas y ciudades cuya fuente principal de agua dulce sea el deshielo cíclico de un glaciar en verano, la desaparición de éste provocaría una escasez que afectaría tanto a la agricultura como a la industria. Este fenómeno afectaría muy especialmente a varias regiones asiáticas y a diversas regiones y ciudades de América del Sur.
Por ejemplo, la ciudad ecuatoriana de Quito depende en gran medida del agua que se desprende del glaciar situado en el volcán Antisana que cada vez es más pequeño. En la capital de Bolivia, La Paz, y en las zonas de agricultura que la rodean, cuando hay sequía se utiliza el agua proveniente de los glaciares. La velocidad con que están desapareciendo estos glaciares ha llevado al Banco Mundial a estudiar medidas compensatorias en Sudamérica.
En Asia se espera que debido al incremento de la población y la rápida industrialización de muchos países la demanda de agua sea cada vez mayor, pero sin embargo la cantidad de agua disponible es cada vez menor. Extensas zonas agrícolas de la India, China y Nepal dependen del agua que fluye de los glaciares del Himalaya por lo que su destino está ligado a la evolución de los mismos y los estudios que se han realizado no auguran un futuro halagüeño. Otra consecuencia directa de la escasez de agua es el descenso del caudal de los ríos que podría llevar al cierre de centrales hidroeléctricas, una de las tecnologías menos contaminantes para generar energía eléctrica.
Según un informe del Banco Mundial, las guerras del próximo siglo no tendrán por causa ni la política ni el petróleo. Serán provocadas por el agua. La demanda de agua se duplica cada veinte años aproximadamente y un amplio sector de la población mundial no dispone de agua suficiente para sus necesidades básicas como la higiene. Si a esta situación actual le añadimos el efecto que tendrá sobre el agua potable disponible la desaparición de glaciares continentales, se pueden prever conflictos sociales graves a medio plazo.

### Aumento del nivel del mar
Entre los años 1993 y 2003 el nivel del mar ha aumentado a un ritmo de 3,1 mm al año con un margen de error de 0,7 mm. El incremento del nivel del mar no se debe únicamente al deshielo de los glaciares sino también a la dilatación térmica de los océanos. Ambos fenómenos están directamente relacionados con la temperatura media de la Tierra y contribuyen al incremento del volumen de los océanos en un 50% cada uno aproximadamente.
Dado que la mayor parte del hielo que existe en el planeta está localizado en la Antártida y Groenlandia, la evolución de estas dos zonas determinará en gran medida la velocidad del aumento del nivel del mar. Según el Grupo Intergubernamental de Expertos sobre el Cambio Climático (IPCC) se espera hasta el año 2100 un incremento del nivel del mar de entre 19 cm y 58 cm dependiendo de la evolución de los distintos escenarios que se han estudiado sin tener en cuenta el posible incremento en la contribución de la Antártida y Groenlandia, debido a que son zonas polares especialmente difíciles de modelizar. A título ilustrativo y sin alarmismo, si la Antártida se fundiese por completo, lo cual es muy improbable que ocurra al menos durante el siglo XXI, sus 25,4 km³ de hielo elevarían el nivel del mar en 57 m produciendo una catástrofe de consecuencias imposibles de estimar. Si el nivel del mar se elevase sólo un metro, se inundarían unos 150 000 km² de tierra afectando a unos 180 millones de personas.
Hay que subrayar que los únicos datos realmente seguros son los correspondientes a datos tomados en el pasado. Las previsiones de futuro, por definición, se basan en modelos estadísticos basados en patrones de crecimiento detectados en datos obtenidos en el pasado y, por lo tanto, su nivel de incertidumbre, dada la complejidad del fenómeno, es bastante alto. Incluso los modelos más sofisticados de calentamiento global y fusión de los glaciares no son considerados por el momento suficientemente fiables. No obstante, son los mejores modelos de los que se dispone actualmente.

## Posibles contramedidas
Para frenar la fusión de los glaciares es difícil adoptar contramedidas realmente efectivas mientras no se conozcan sus causas exactas y sus pautas de evolución. Se necesita saber con más precisión qué pesos tienen los factores antropogénico y natural en el fenómeno que estamos observando. No obstante, existen propuestas razonables para frenar la pérdida de hielo en la Tierra o al menos adaptarnos a esta pérdida:
- Gestionar mejor el agua: si las reservas de agua dulce se están reduciendo tiene sentido incrementar la eficiencia de la red de distribución y utilizar más eficientemente el agua. En algunos países, como España, se ha propuesto incrementar las tarifas del agua para evitar que se malgaste. Esta propuesta no ha estado exenta de polémica.[43]
- Desalación del agua del mar para obtener agua dulce. Esta tecnología permitiría crear nuevas fuentes de agua dulce para compensar las pérdidas ocasionadas por el deshielo de los glaciares, pero es una tecnología relativamente cara y requiere una gran cantidad de energía. Dependiendo de cuál sea el origen de esta energía (combustibles fósiles, nuclear o renovables), puede ser peor el remedio que la enfermedad.
- Asumiendo que el factor antropogénico tenga un peso decisivo en el fenómeno, la principal contramedida que se debería tomar es reducir la emisión de gases de efecto invernadero para frenar el calentamiento global. Se han propuesto medidas globales como el Protocolo de Kioto aunque no todos los países industrializados lo han firmado.
- Proteger los glaciares con una funda: es un método que se ha puesto en práctica en Suiza cubriendo algunos glaciares entre mayo y septiembre, y que hasta el momento ha dado buenos resultados. El fin principal de estas medidas es proteger el turismo glacial y los deportes de nieve. No obstante, este método no es económicamente viable para proteger el planeta de forma global.[44]